# Vuelta al Táchira 2021
La 56.ª edición de la Vuelta al Táchira fue una carrera de ciclismo en ruta por etapas que se celebró entre el 17 y el 24 de enero de 2021 con inicio en la ciudad de Lobatera y final en la ciudad de San Cristóbal en Venezuela. El recorrido constó el total de ocho etapas sobre la distancia de 891,5 kilómetros.
La prueba perteneció al UCI America Tour 2021 dentro de la categoría 2.2 y fue ganada por segundo año consecutivo por el venezolano Roniel Campos del Atlético Venezuela. Completaron el podio, como segundo y tercer clasificado respectivamente, el español Óscar Sevilla del Medellín y el colombiano Danny Osorio del Equipo Continental Orgullo Paisa.
Esta edición contó con un estricto protocolo de bioseguridad debido a la pandemia de COVID-19, prohibiendo así la presencia de público tanto en las salidas como en las llegadas de cada etapa, entre otras medidas tomadas para preservar la salud de todos los involucrados en la carrera.

## Equipos participantes
Tomaron parte en la carrera 27 equipos invitados por la organización: 15 venezolanos y 12 extranjeros. Formaron así un pelotón de 153 ciclistas de los que acabaron 93. Los equipos participantes fueron:
| ProTeams (2)- Androni Giocattoli-Sidermec - Bardiani CSF Faizanè Equipos continentales (2)- Medellín - Best PC Ecuador Equipos nacionales (3)- Venezuela - Panamá - Guatemala Equipos ciclistas aficionados (2)- Idea-Antioqueño-Lotería de Medellín - Herrera Sport-Ropa Deportiva Equipos regionales y de clubes (18)- Team Atlético Venezuela - Lalo Trujillo Indet - Team Saavedra-Gelvez-Indeporte - Club Guasa Bike Ecoplas - Osorio Group City Bikes Quit - Agrofan Triple Táchira Seminaca - Ultrabike Specialized - Deportivo Táchira - Super Ahorro - Revivir Gobierno DC Yokosuna Gourmet - Tierra Tachirense-Andino Ofertazo - JS Cycling - Venezuela País de Futuro-Fina Arroz - Guerreros Arduvi Betel - El Andinito-Concafé-Lotería Táchira - Pamplona Osuna Sanki - Fina Arroz-MU Training - 9 Vit Osorio-GW - Gespron Fundación Valle |
| |

## Recorrido
La Vuelta al Táchira dispuso de ocho etapas etapas para un recorrido total de 891,5 kilómetros, dividido en cuatro etapas de montaña, dos etapas de media montaña, una etapa llana y una contrarreloj individual, presentado como uno de los recorridos más duros en los últimos años, donde resalta la eliminación del tradicional circuito Santos Rafael Bermúdez en las avenidas 19 de abril y España, debido a las medidas de bioseguridad para evitar aglomeraciones y posibles contagios.
| Etapa     | Fecha     | Recorrido                      | type                    | Distancia (km) | Ganador          | Líder            |
| --------- | --------- | ------------------------------ | ----------------------- | -------------- | ---------------- | ---------------- |
| 1.ª etapa | 17 de ene | Lobatera – El Vigía            | etapa llana             | 131,9          | Matteo Malucelli | Matteo Malucelli |
| 2.ª etapa | 18 de ene | Ejido – Lagunillas             | etapa de media montaña  | 101,8          | Roniel Campos    | Roniel Campos    |
| 3.ª etapa | 19 de ene | Zea – La Grita                 | etapa de montaña        | 125,8          | Roniel Campos    | Roniel Campos    |
| 4.ª etapa | 20 de ene | Táriba – San Cristóbal         | contrarreloj individual | 18,9           | Óscar Sevilla    | Óscar Sevilla    |
| 5.ª etapa | 21 de ene | La Pedrera – Pregonero         | etapa de montaña        | 147,9          | Roniel Campos    | Roniel Campos    |
| 6.ª etapa | 22 de ene | Santo Domingo – Casa del Padre | etapa de montaña        | 148            | Anderson Paredes | Roniel Campos    |
| 7.ª etapa | 23 de ene | Bramon – Monumento Cristo Rey  | etapa de montaña        | 125,9          | José Alarcón     | Roniel Campos    |
| 8.ª etapa | 24 de ene | San Cristóbal – San Cristóbal  | etapa de media montaña  | 99,5           | Simon Pellaud    | Roniel Campos    |

## Desarrollo de la carrera

### 1.ª etapa
| Lobatera - El Vigía | etapa llana | (131,9 km) |

| \| Clasificación de la etapa \| Clasificación de la etapa \| Clasificación de la etapa \| Clasificación de la etapa \| Clasificación de la etapa \| \| Ciclista \| Ciclista \| Equipo \| Tiempo \| \| \| ------------------------- \| ------------------------- \| ----------------------------------- \| ------------------------- \| ------------------------- \| \| 1.º \| Matteo Malucelli \| Androni Giocattoli-Sidermec \| 2 h 51 min 35 s \| \| \| 2.º \| Johan Colón \| Idea-Antioqueño-Lotería de Medellín \| + 0 s \| \| \| 3.º \| Nicolas Dalla Valle \| Bardiani CSF Faizanè \| + 0 s \| \| |                     |                                     |                 |
| |                     |                                     |                 |
| Fuente: ProCyclingStats |                     |                                     |                 |
| Clasificación de la etapa |                     |                                     |                 |
| Ciclista | Ciclista            | Equipo                              | Tiempo          |
| 1.º | Matteo Malucelli    | Androni Giocattoli-Sidermec         | 2 h 51 min 35 s |
| 2.º | Johan Colón         | Idea-Antioqueño-Lotería de Medellín | + 0 s           |
| 3.º | Nicolas Dalla Valle | Bardiani CSF Faizanè                | + 0 s           |

| \| Clasificación general \| Clasificación general \| Clasificación general \| Clasificación general \| Clasificación general \| \| Ciclista \| Ciclista \| Equipo \| Tiempo \| \| \| --------------------- \| --------------------- \| ----------------------------------- \| --------------------- \| --------------------- \| \| 1.º \| Matteo Malucelli \| Androni Giocattoli-Sidermec \| 2 h 51 min 25 s \| \| \| 2.º \| Johan Colón \| Idea-Antioqueño-Lotería de Medellín \| + 4 s \| \| \| 3.º \| Nicolas Dalla Valle \| Bardiani CSF Faizanè \| + 6 s \| \| |                     |                                     |                 |
| |                     |                                     |                 |
| Fuente: ProCyclingStats |                     |                                     |                 |
| Clasificación general |                     |                                     |                 |
| Ciclista | Ciclista            | Equipo                              | Tiempo          |
| 1.º | Matteo Malucelli    | Androni Giocattoli-Sidermec         | 2 h 51 min 25 s |
| 2.º | Johan Colón         | Idea-Antioqueño-Lotería de Medellín | + 4 s           |
| 3.º | Nicolas Dalla Valle | Bardiani CSF Faizanè                | + 6 s           |

### 2.ª etapa
| Ejido - Lagunillas | etapa de media montaña | (101,8 km) |

| \| Clasificación de la etapa \| Clasificación de la etapa \| Clasificación de la etapa \| Clasificación de la etapa \| Clasificación de la etapa \| \| Ciclista \| Ciclista \| Equipo \| Tiempo \| \| \| ------------------------- \| ------------------------- \| -------------------------------- \| ------------------------- \| ------------------------- \| \| 1.º \| Roniel Campos \| Deportivo Táchira - Super Ahorro \| 2 h 20 min 24 s \| \| \| 2.º \| Óscar Sevilla \| Medellín-EPM \| + 0 s \| \| \| 3.º \| Yorman Fuentes \| \| + 31 s \| \| |                |                                  |                 |
| |                |                                  |                 |
| Fuente: ProCyclingStats |                |                                  |                 |
| Clasificación de la etapa |                |                                  |                 |
| Ciclista | Ciclista       | Equipo                           | Tiempo          |
| 1.º | Roniel Campos  | Deportivo Táchira - Super Ahorro | 2 h 20 min 24 s |
| 2.º | Óscar Sevilla  | Medellín-EPM                     | + 0 s           |
| 3.º | Yorman Fuentes |                                  | + 31 s          |

| \| Clasificación general \| Clasificación general \| Clasificación general \| Clasificación general \| Clasificación general \| \| Ciclista \| Ciclista \| Equipo \| Tiempo \| \| \| --------------------- \| --------------------- \| -------------------------------- \| --------------------- \| --------------------- \| \| 1.º \| Roniel Campos \| Deportivo Táchira - Super Ahorro \| 5 h 11 min 47 s \| \| \| 2.º \| Óscar Sevilla \| Medellín-EPM \| + 3 s \| \| \| 3.º \| Yorman Fuentes \| \| + 39 s \| \| |                |                                  |                 |
| |                |                                  |                 |
| Fuente: ProCyclingStats |                |                                  |                 |
| Clasificación general |                |                                  |                 |
| Ciclista | Ciclista       | Equipo                           | Tiempo          |
| 1.º | Roniel Campos  | Deportivo Táchira - Super Ahorro | 5 h 11 min 47 s |
| 2.º | Óscar Sevilla  | Medellín-EPM                     | + 3 s           |
| 3.º | Yorman Fuentes |                                  | + 39 s          |

### 3.ª etapa
| Zea - La Grita | etapa de montaña | (125,8 km) |

| \| Clasificación de la etapa \| Clasificación de la etapa \| Clasificación de la etapa \| Clasificación de la etapa \| Clasificación de la etapa \| \| Ciclista \| Ciclista \| Equipo \| Tiempo \| \| \| ------------------------- \| ------------------------- \| -------------------------------- \| ------------------------- \| ------------------------- \| \| 1.º \| Roniel Campos \| Deportivo Táchira - Super Ahorro \| 3 h 16 min 43 s \| \| \| 2.º \| José Alarcón \| Deportivo Táchira - Super Ahorro \| + 6 s \| \| \| 3.º \| Óscar Sevilla \| Medellín-EPM \| + 18 s \| \| |               |                                  |                 |
| |               |                                  |                 |
| Fuente: ProCyclingStats |               |                                  |                 |
| Clasificación de la etapa |               |                                  |                 |
| Ciclista | Ciclista      | Equipo                           | Tiempo          |
| 1.º | Roniel Campos | Deportivo Táchira - Super Ahorro | 3 h 16 min 43 s |
| 2.º | José Alarcón  | Deportivo Táchira - Super Ahorro | + 6 s           |
| 3.º | Óscar Sevilla | Medellín-EPM                     | + 18 s          |

| \| Clasificación general \| Clasificación general \| Clasificación general \| Clasificación general \| Clasificación general \| \| Ciclista \| Ciclista \| Equipo \| Tiempo \| \| \| --------------------- \| --------------------- \| -------------------------------- \| --------------------- \| --------------------- \| \| 1.º \| Roniel Campos \| Deportivo Táchira - Super Ahorro \| 8 h 28 min 20 s \| \| \| 2.º \| Óscar Sevilla \| Medellín-EPM \| + 27 s \| \| \| 3.º \| José Alarcón \| Deportivo Táchira - Super Ahorro \| + 2 min 01 s \| \| |               |                                  |                 |
| |               |                                  |                 |
| Fuente: ProCyclingStats |               |                                  |                 |
| Clasificación general |               |                                  |                 |
| Ciclista | Ciclista      | Equipo                           | Tiempo          |
| 1.º | Roniel Campos | Deportivo Táchira - Super Ahorro | 8 h 28 min 20 s |
| 2.º | Óscar Sevilla | Medellín-EPM                     | + 27 s          |
| 3.º | José Alarcón  | Deportivo Táchira - Super Ahorro | + 2 min 01 s    |

### 4.ª etapa
| Táriba - San Cristóbal | contrarreloj individual | (18,9 km) |

| \| Clasificación de la etapa \| Clasificación de la etapa \| Clasificación de la etapa \| Clasificación de la etapa \| Clasificación de la etapa \| \| Ciclista \| Ciclista \| Equipo \| Tiempo \| \| \| ------------------------- \| ------------------------- \| -------------------------------- \| ------------------------- \| ------------------------- \| \| 1.º \| Óscar Sevilla \| Medellín-EPM \| 28 min 29 s \| \| \| 2.º \| Walter Vargas \| Medellín-EPM \| + 10 s \| \| \| 3.º \| Carlos Gálviz \| Deportivo Táchira - Super Ahorro \| + 21 s \| \| |               |                                  |             |
| |               |                                  |             |
| Fuente: ProCyclingStats |               |                                  |             |
| Clasificación de la etapa |               |                                  |             |
| Ciclista | Ciclista      | Equipo                           | Tiempo      |
| 1.º | Óscar Sevilla | Medellín-EPM                     | 28 min 29 s |
| 2.º | Walter Vargas | Medellín-EPM                     | + 10 s      |
| 3.º | Carlos Gálviz | Deportivo Táchira - Super Ahorro | + 21 s      |

| \| Clasificación general \| Clasificación general \| Clasificación general \| Clasificación general \| Clasificación general \| \| Ciclista \| Ciclista \| Equipo \| Tiempo \| \| \| --------------------- \| --------------------- \| -------------------------------- \| --------------------- \| --------------------- \| \| 1.º \| Óscar Sevilla \| Medellín-EPM \| 8 h 57 min 16 s \| \| \| 2.º \| Roniel Campos \| Deportivo Táchira - Super Ahorro \| + 1 min 33 s \| \| \| 3.º \| Walter Vargas \| Medellín-EPM \| + 3 min 05 s \| \| |               |                                  |                 |
| |               |                                  |                 |
| Fuente: ProCyclingStats |               |                                  |                 |
| Clasificación general |               |                                  |                 |
| Ciclista | Ciclista      | Equipo                           | Tiempo          |
| 1.º | Óscar Sevilla | Medellín-EPM                     | 8 h 57 min 16 s |
| 2.º | Roniel Campos | Deportivo Táchira - Super Ahorro | + 1 min 33 s    |
| 3.º | Walter Vargas | Medellín-EPM                     | + 3 min 05 s    |

### 5.ª etapa
| La Pedrera - Pregonero | etapa de montaña | (147,9 km) |

| \| Clasificación de la etapa \| Clasificación de la etapa \| Clasificación de la etapa \| Clasificación de la etapa \| Clasificación de la etapa \| \| Ciclista \| Ciclista \| Equipo \| Tiempo \| \| \| ------------------------- \| ------------------------- \| -------------------------------- \| ------------------------- \| ------------------------- \| \| 1.º \| Roniel Campos \| Deportivo Táchira - Super Ahorro \| 4 h 13 min 55 s \| \| \| 2.º \| Jhonatan Restrepo \| Androni Giocattoli-Sidermec \| + 3 min 51 s \| \| \| 3.º \| Santiago Umba \| Androni Giocattoli-Sidermec \| + 3 min 52 s \| \| |                   |                                  |                 |
| |                   |                                  |                 |
| Fuente: ProCyclingStats |                   |                                  |                 |
| Clasificación de la etapa |                   |                                  |                 |
| Ciclista | Ciclista          | Equipo                           | Tiempo          |
| 1.º | Roniel Campos     | Deportivo Táchira - Super Ahorro | 4 h 13 min 55 s |
| 2.º | Jhonatan Restrepo | Androni Giocattoli-Sidermec      | + 3 min 51 s    |
| 3.º | Santiago Umba     | Androni Giocattoli-Sidermec      | + 3 min 52 s    |

| \| Clasificación general \| Clasificación general \| Clasificación general \| Clasificación general \| Clasificación general \| \| Ciclista \| Ciclista \| Equipo \| Tiempo \| \| \| --------------------- \| --------------------- \| ----------------------------------- \| --------------------- \| --------------------- \| \| 1.º \| Roniel Campos \| Deportivo Táchira - Super Ahorro \| 13 h 12 min 34 s \| \| \| 2.º \| Óscar Sevilla \| Medellín-EPM \| + 2 min 31 s \| \| \| 3.º \| Danny Osorio \| Idea-Antioqueño-Lotería de Medellín \| + 6 min 15 s \| \| |               |                                     |                  |
| |               |                                     |                  |
| Fuente: ProCyclingStats |               |                                     |                  |
| Clasificación general |               |                                     |                  |
| Ciclista | Ciclista      | Equipo                              | Tiempo           |
| 1.º | Roniel Campos | Deportivo Táchira - Super Ahorro    | 13 h 12 min 34 s |
| 2.º | Óscar Sevilla | Medellín-EPM                        | + 2 min 31 s     |
| 3.º | Danny Osorio  | Idea-Antioqueño-Lotería de Medellín | + 6 min 15 s     |

### 6.ª etapa
| Santo Domingo - Casa del Padre | etapa de montaña | (148 km) |

| \| Clasificación de la etapa \| Clasificación de la etapa \| Clasificación de la etapa \| Clasificación de la etapa \| Clasificación de la etapa \| \| Ciclista \| Ciclista \| Equipo \| Tiempo \| \| \| ------------------------- \| ------------------------- \| --------------------------- \| ------------------------- \| ------------------------- \| \| 1.º \| Anderson Paredes \| Best PC Ecuador \| 4 h 13 min 34 s \| \| \| 2.º \| Simon Pellaud \| Androni Giocattoli-Sidermec \| + 43 s \| \| \| 3.º \| Alessandro Monaco \| Bardiani CSF Faizanè \| + 4 min 39 s \| \| |                   |                             |                 |
| |                   |                             |                 |
| Fuente: ProCyclingStats |                   |                             |                 |
| Clasificación de la etapa |                   |                             |                 |
| Ciclista | Ciclista          | Equipo                      | Tiempo          |
| 1.º | Anderson Paredes  | Best PC Ecuador             | 4 h 13 min 34 s |
| 2.º | Simon Pellaud     | Androni Giocattoli-Sidermec | + 43 s          |
| 3.º | Alessandro Monaco | Bardiani CSF Faizanè        | + 4 min 39 s    |

| \| Clasificación general \| Clasificación general \| Clasificación general \| Clasificación general \| Clasificación general \| \| Ciclista \| Ciclista \| Equipo \| Tiempo \| \| \| --------------------- \| --------------------- \| ----------------------------------- \| --------------------- \| --------------------- \| \| 1.º \| Roniel Campos \| Deportivo Táchira - Super Ahorro \| 17 h 32 min 13 s \| \| \| 2.º \| Óscar Sevilla \| Medellín-EPM \| + 2 min 31 s \| \| \| 3.º \| Danny Osorio \| Idea-Antioqueño-Lotería de Medellín \| + 5 min 48 s \| \| |               |                                     |                  |
| |               |                                     |                  |
| Fuente: ProCyclingStats |               |                                     |                  |
| Clasificación general |               |                                     |                  |
| Ciclista | Ciclista      | Equipo                              | Tiempo           |
| 1.º | Roniel Campos | Deportivo Táchira - Super Ahorro    | 17 h 32 min 13 s |
| 2.º | Óscar Sevilla | Medellín-EPM                        | + 2 min 31 s     |
| 3.º | Danny Osorio  | Idea-Antioqueño-Lotería de Medellín | + 5 min 48 s     |

### 7.ª etapa
| Bramon - Monumento Cristo Rey | etapa de montaña | (125,9 km) |

| \| Clasificación de la etapa \| Clasificación de la etapa \| Clasificación de la etapa \| Clasificación de la etapa \| Clasificación de la etapa \| \| Ciclista \| Ciclista \| Equipo \| Tiempo \| \| \| ------------------------- \| ------------------------- \| ----------------------------------- \| ------------------------- \| ------------------------- \| \| 1.º \| José Alarcón \| Deportivo Táchira - Super Ahorro \| 3 h 40 min 43 s \| \| \| 2.º \| Carlos Gálviz \| Deportivo Táchira - Super Ahorro \| + 34 s \| \| \| 3.º \| Danny Osorio \| Idea-Antioqueño-Lotería de Medellín \| + 47 s \| \| |               |                                     |                 |
| |               |                                     |                 |
| Fuente: ProCyclingStats |               |                                     |                 |
| Clasificación de la etapa |               |                                     |                 |
| Ciclista | Ciclista      | Equipo                              | Tiempo          |
| 1.º | José Alarcón  | Deportivo Táchira - Super Ahorro    | 3 h 40 min 43 s |
| 2.º | Carlos Gálviz | Deportivo Táchira - Super Ahorro    | + 34 s          |
| 3.º | Danny Osorio  | Idea-Antioqueño-Lotería de Medellín | + 47 s          |

| \| Clasificación general \| Clasificación general \| Clasificación general \| Clasificación general \| Clasificación general \| \| Ciclista \| Ciclista \| Equipo \| Tiempo \| \| \| --------------------- \| --------------------- \| ----------------------------------- \| --------------------- \| --------------------- \| \| 1.º \| Roniel Campos \| Deportivo Táchira - Super Ahorro \| 21 h 13 min 55 s \| \| \| 2.º \| Óscar Sevilla \| Medellín-EPM \| + 2 min 31 s \| \| \| 3.º \| Danny Osorio \| Idea-Antioqueño-Lotería de Medellín \| + 5 min 32 s \| \| |               |                                     |                  |
| |               |                                     |                  |
| Fuente: ProCyclingStats |               |                                     |                  |
| Clasificación general |               |                                     |                  |
| Ciclista | Ciclista      | Equipo                              | Tiempo           |
| 1.º | Roniel Campos | Deportivo Táchira - Super Ahorro    | 21 h 13 min 55 s |
| 2.º | Óscar Sevilla | Medellín-EPM                        | + 2 min 31 s     |
| 3.º | Danny Osorio  | Idea-Antioqueño-Lotería de Medellín | + 5 min 32 s     |

### 8.ª etapa
| San Cristóbal - San Cristóbal | etapa de media montaña | (99,5 km) |

| \| Clasificación de la etapa \| Clasificación de la etapa \| Clasificación de la etapa \| Clasificación de la etapa \| Clasificación de la etapa \| \| Ciclista \| Ciclista \| Equipo \| Tiempo \| \| \| ------------------------- \| ------------------------- \| -------------------------------- \| ------------------------- \| ------------------------- \| \| 1.º \| Simon Pellaud \| Androni Giocattoli-Sidermec \| 2 h 21 min 45 s \| \| \| 2.º \| Manuel Medina \| Deportivo Táchira - Super Ahorro \| + 13 s \| \| \| 3.º \| Juan José Ruiz \| \| + 13 s \| \| |                |                                  |                 |
| |                |                                  |                 |
| Fuente: ProCyclingStats |                |                                  |                 |
| Clasificación de la etapa |                |                                  |                 |
| Ciclista | Ciclista       | Equipo                           | Tiempo          |
| 1.º | Simon Pellaud  | Androni Giocattoli-Sidermec      | 2 h 21 min 45 s |
| 2.º | Manuel Medina  | Deportivo Táchira - Super Ahorro | + 13 s          |
| 3.º | Juan José Ruiz |                                  | + 13 s          |

## Clasificaciones finales
- Las clasificaciones finalizaron de la siguiente forma:[4]

### Clasificación general
| \| Clasificación general \| Clasificación general \| Clasificación general \| Clasificación general \| Clasificación general \| \| Ciclista \| Ciclista \| Equipo \| Tiempo \| \| \| --------------------- \| --------------------- \| ----------------------------------- \| --------------------- \| --------------------- \| \| 1.º \| Roniel Campos \| Deportivo Táchira - Super Ahorro \| 23 h 36 min 14 s \| \| \| 2.º \| Óscar Sevilla \| Medellín-EPM \| + 2 min 31 s \| \| \| 3.º \| Danny Osorio \| Idea-Antioqueño-Lotería de Medellín \| + 5 min 32 s \| \| \| 4.º \| Santiago Umba \| Androni Giocattoli-Sidermec \| + 7 min 35 s \| \| \| 5.º \| Daniel Muñoz \| Androni Giocattoli-Sidermec \| + 10 min 41 s \| \| \| 6.º \| José Alarcón \| Deportivo Táchira - Super Ahorro \| + 11 min 02 s \| \| \| 7.º \| Yorman Fuentes \| \| + 11 min 45 s \| \| \| 8.º \| Jonathan Salinas \| Deportivo Táchira - Super Ahorro \| + 13 min 11 s \| \| \| 9.º \| Manuel Medina \| Deportivo Táchira - Super Ahorro \| + 14 min 15 s \| \| \| 10.º \| Sebastián Castaño \| Idea-Antioqueño-Lotería de Medellín \| + 16 min 54 s \| \| |                   |                                     |                  |
| |                   |                                     |                  |
| Fuente: ProCyclingStats |                   |                                     |                  |
| Clasificación general |                   |                                     |                  |
| Ciclista | Ciclista          | Equipo                              | Tiempo           |
| 1.º | Roniel Campos     | Deportivo Táchira - Super Ahorro    | 23 h 36 min 14 s |
| 2.º | Óscar Sevilla     | Medellín-EPM                        | + 2 min 31 s     |
| 3.º | Danny Osorio      | Idea-Antioqueño-Lotería de Medellín | + 5 min 32 s     |
| 4.º | Santiago Umba     | Androni Giocattoli-Sidermec         | + 7 min 35 s     |
| 5.º | Daniel Muñoz      | Androni Giocattoli-Sidermec         | + 10 min 41 s    |
| 6.º | José Alarcón      | Deportivo Táchira - Super Ahorro    | + 11 min 02 s    |
| 7.º | Yorman Fuentes    |                                     | + 11 min 45 s    |
| 8.º | Jonathan Salinas  | Deportivo Táchira - Super Ahorro    | + 13 min 11 s    |
| 9.º | Manuel Medina     | Deportivo Táchira - Super Ahorro    | + 14 min 15 s    |
| 10.º | Sebastián Castaño | Idea-Antioqueño-Lotería de Medellín | + 16 min 54 s    |

### Clasificación por puntos
| Clasificación por puntos | Clasificación por puntos | Clasificación por puntos            | Clasificación por puntos | Clasificación por puntos |
| Ciclista                 | Ciclista                 | Equipo                              | Puntos                   |                          |
| ------------------------ | ------------------------ | ----------------------------------- | ------------------------ | ------------------------ |
| 1.º                      | Roniel Campos            | Deportivo Táchira - Super Ahorro    | 60 pts                   |                          |
| 2.º                      | Óscar Sevilla            | Medellín-EPM                        | 59 pts                   |                          |
| 3.º                      | Simon Pellaud            | Androni Giocattoli-Sidermec         | 53 pts                   |                          |
| 4.º                      | José Alarcón             | Deportivo Táchira - Super Ahorro    | 48 pts                   |                          |
| 5.º                      | Danny Osorio             | Idea-Antioqueño-Lotería de Medellín | 39 pts                   |                          |
| 6.º                      | Carlos Gálviz            | Deportivo Táchira - Super Ahorro    | 32 pts                   |                          |
| 7.º                      | Manuel Medina            | Deportivo Táchira - Super Ahorro    | 31 pts                   |                          |
| 8.º                      | Santiago Umba            | Androni Giocattoli-Sidermec         | 30 pts                   |                          |
| 9.º                      | Anderson Paredes         | Best PC Ecuador                     | 28 pts                   |                          |
| 10.º                     | Jhonatan Restrepo        | Androni Giocattoli-Sidermec         | 28 pts                   |                          |

### Clasificación de la montaña
| Clasificación de la montaña | Clasificación de la montaña | Clasificación de la montaña         | Clasificación de la montaña | Clasificación de la montaña |
| Ciclista                    | Ciclista                    | Equipo                              | Puntos                      |                             |
| --------------------------- | --------------------------- | ----------------------------------- | --------------------------- | --------------------------- |
| 1.º                         | Anderson Paredes            | Best PC Ecuador                     | 28 pts                      |                             |
| 2.º                         | José Alarcón                | Deportivo Táchira - Super Ahorro    | 21 pts                      |                             |
| 3.º                         | Roniel Campos               | Deportivo Táchira - Super Ahorro    | 19 pts                      |                             |
| 4.º                         | Carlos Gálviz               | Deportivo Táchira - Super Ahorro    | 14 pts                      |                             |
| 5.º                         | Simon Pellaud               | Androni Giocattoli-Sidermec         | 12 pts                      |                             |
| 6.º                         | Jorge Abreu                 | Venezuela País de Futuro-Fina Arroz | 11 pts                      |                             |
| 7.º                         | Óscar Sevilla               | Medellín-EPM                        | 7 pts                       |                             |
| 8.º                         | Manuel Medina               | Deportivo Táchira - Super Ahorro    | 7 pts                       |                             |
| 9.º                         | Danny Osorio                | Idea-Antioqueño-Lotería de Medellín | 6 pts                       |                             |
| 10.º                        | Jhonatan Restrepo           | Androni Giocattoli-Sidermec         | 6 pts                       |                             |

### Clasificación de los sprint (intermedios)
| Clasificación de las metas volantes | Clasificación de las metas volantes | Clasificación de las metas volantes | Clasificación de las metas volantes | Clasificación de las metas volantes |
| Ciclista                            | Ciclista                            | Equipo                              | Puntos                              |                                     |
| ----------------------------------- | ----------------------------------- | ----------------------------------- | ----------------------------------- | ----------------------------------- |
| 1.º                                 | Franklin Chacón                     |                                     | 19 pts                              |                                     |
| 2.º                                 | Simon Pellaud                       | Androni Giocattoli-Sidermec         | 18 pts                              |                                     |
| 3.º                                 | Carlos Gálviz                       | Deportivo Táchira - Super Ahorro    | 12 pts                              |                                     |
| 4.º                                 | Cristian Talero                     | Herrera Sport-Ropa Deportiva        | 12 pts                              |                                     |
| 5.º                                 | Isaac Yaguaro                       | Ciclo Corse                         | 10 pts                              |                                     |
| 6.º                                 | Rudy Germoso                        |                                     | 8 pts                               |                                     |
| 7.º                                 | John Nava                           | Deportivo Táchira - Super Ahorro    | 7 pts                               |                                     |
| 8.º                                 | Óscar Sevilla                       | Medellín-EPM                        | 6 pts                               |                                     |
| 9.º                                 | Brayan Jimenez                      |                                     | 5 pts                               |                                     |
| 10.º                                | Luis Mora                           | Deportivo Táchira - Super Ahorro    | 5 pts                               |                                     |

### Clasificación de los jóvenes
| Clasificación del mejor joven | Clasificación del mejor joven | Clasificación del mejor joven | Clasificación del mejor joven | Clasificación del mejor joven |
| Ciclista                      | Ciclista                      | Equipo                        | Tiempo                        |                               |
| ----------------------------- | ----------------------------- | ----------------------------- | ----------------------------- | ----------------------------- |
| 1.º                           | Santiago Umba                 | Androni Giocattoli-Sidermec   | 23 h 43 min 49 s              |                               |
| 2.º                           | Darwin Contreras              |                               | + 24 s                        |                               |

### Clasificación por equipos
| Clasificación por equipos | Clasificación por equipos        | Clasificación por equipos | Clasificación por equipos |
| Equipo                    | Equipo                           | Tiempo                    |                           |
| ------------------------- | -------------------------------- | ------------------------- | ------------------------- |
| 1.º                       | Team Atlético Venezuela          | 71 h 15 min 11 s          |                           |
| 2.º                       | Androni Giocattoli-Sidermec      | + 1 min 41 s              |                           |
| 3.º                       | Deportivo Táchira - Super Ahorro | + 19 min 30 s             |                           |

## Evolución de las clasificaciones
| Etapa                   | Vencedor                | Clasificación general | Clasificación por puntos | Clasificación de la montaña | Clasificación de los esprints | Clasificación de los jóvenes | Clasificación por equipos |
| ----------------------- | ----------------------- | --------------------- | ------------------------ | --------------------------- | ----------------------------- | ---------------------------- | ------------------------- |
| 1.ª                     | Matteo Malucelli        | Matteo Malucelli      | Matteo Malucelli         | no se entregó               | Rudy Germoso                  | Edgardo Molina               | Bardiani-CSF-Faizanè      |
| 2.ª                     | Roniel Campos           | Roniel Campos         | Óscar Sevilla            | no se entregó               | Christian Talero              | Santiago Umba                | Atlético Venezuela        |
| 3.ª                     | Roniel Campos           | Roniel Campos         | Roniel Campos            | Roniel Campos               | Novoa Leonidas                | Santiago Umba                | Atlético Venezuela        |
| 4.ª                     | Óscar Sevilla           | Óscar Sevilla         | Óscar Sevilla            | Roniel Campos               | Novoa Leonidas                | Santiago Umba                | Medellín                  |
| 5.ª                     | Roniel Campos           | Roniel Campos         | Roniel Campos            | Roniel Campos               | Christian Talero              | Santiago Umba                | Atlético Venezuela        |
| 6.ª                     | Anderson Paredes        | Roniel Campos         | Roniel Campos            | Roniel Campos               | Franklin Chacón               | Santiago Umba                | Atlético Venezuela        |
| 7.ª                     | José Alarcón            | Roniel Campos         | Óscar Sevilla            | Anderson Paredes            | Franklin Chacón               | Santiago Umba                | Atlético Venezuela        |
| 8.ª                     | Simon Pellaud           | Roniel Campos         | Roniel Campos            | Anderson Paredes            | Franklin Chacón               | Santiago Umba                | Atlético Venezuela        |
| Clasificaciones finales | Clasificaciones finales | Roniel Campos         | Roniel Campos            | Anderson Paredes            | Franklin Chacón               | Santiago Umba                | Atlético Venezuela        |

## UCI World Ranking
La Vuelta al Táchira otorgó puntos para el UCI World Ranking para corredores de los equipos en las categorías UCI WorldTeam, UCI ProTeam y Continental. Las siguientes tablas muestran el baremo de puntuación y los 10 corredores que obtuvieron más puntos:
| Posición              | 1.º | 2.º | 3.º | 4.º | 5.º | 6.º | 7.º | 8.º | 9.º | 10.º |  |
| Clasificación general | 40  | 30  | 25  | 20  | 15  | 10  | 5   | 3   | 3   | 3    |  |
| Por etapa             | 7   | 3   | 1   |     |     |     |     |     |     |      |  |
| Líder                 | 1   |     |     |     |     |     |     |     |     |      |  |

| Clasificación |                  |                             |         |       |       |       |
| Posición      | Ciclista         | Equipo                      | General | Etapa | Líder | Total |
| ------------- | ---------------- | --------------------------- | ------- | ----- | ----- | ----- |
| 1.º           | Roniel Campos    | Atlético Venezuela          | 40      | 21    | 5     | 66    |
| 2.º           | Óscar Sevilla    | Medellín                    | 30      | 11    | 1     | 42    |
| 3.º           | Danny Osorio     | Orgullo Paisa               | 25      | 1     | -     | 26    |
| 4.º           | Santiago Umba    | Androni Giocattoli-Sidermec | 20      | 1     | -     | 21    |
| 5.º           | José Alarcón     | Deportivo Táchira           | 10      | 10    | -     | 20    |
| 6.º           | Daniel Muñoz     | Androni Giocattoli-Sidermec | 15      | -     | -     | 15    |
| 7.º           | Simon Pellaud    | Androni Giocattoli-Sidermec | -       | 10    | -     | 10    |
| 8.º           | Matteo Malucelli | Androni Giocattoli-Sidermec | -       | 7     | 1     | 8     |
| 9.º           | Anderson Paredes | Best PC Ecuador             | -       | 7     | -     | 7     |
| 10.º          | Yorman Fuentes   | Vit Osorio GW               | 5       | 1     | -     | 6     |